# Escurolles
Escurolles is een gemeente in het Franse departement Allier in de regio Auvergne-Rhône-Alpes en telt 657 inwoners (1999). De plaats maakt deel uit van het arrondissement Vichy. De naam is afkomstig van de germaanse stam skür (schuur) en van het oudfranse verkleinwoordsuitgang olle. Door het dorp stroomt het riviertje de Andelot.

## Geschiedenis
In de Romeinse tijd werden in het gebied rond Escurolles vele Romeinse villa's gebouwd, gelegen aan de doorgaande weg van Vichy via Gannat naar Chantelle-la-Vieille. Vondsten van resten van dakpannen, keramiek en enige geldstukken bevestigen de eertijdse aanwezigheid van deze Romeinse villa's. Escurolles werd daarna de zetel van de landvoogd en vormde het administratieve centrum van de regio. Vanaf 984 verwierf het stadje een zekere bekendheid als onderdeel van het invloedsgebied van de abdij van Cluny. Later werd het verwoest in de strijd die Cluny voerde om de macht. Escurolles riep vervolgens de bescherming in van koning Filips Augustus. Het kreeg daarna het recht zichzelf te verdedigen, waarop een beschermende verdedigingslinie rond het stadje mocht worden aangelegd. In 1440 maakte Charles VII zich van Escurolles meester, dat de zijde van zijn tegenstanders had gekozen. Op 20 juli 1465 overnachtte koning Lodewijk XI in Escurolles. Gedurende de Middeleeuwen tot op de huidige dag is Bannelle, ten zuidoosten van Escurolles, een pelgrimsplaats.

## Architectuur
Het kasteel van Escurolles dateert uit de 15e tot de 17e eeuw. Ook resteert nog een priorij uit de tijd van Cluny. Zo'n 1,5 kilometer ten zuidoosten van Escurolles, op de weg naar Bannelle, ligt het Château des Granges. Het is gebouwd in 1468 door Durand Fradet, schathouder van koning Louis XI.

## Geografie
De oppervlakte van Escurolles bedraagt 13,4 km², de bevolkingsdichtheid is 49,0 inwoners per km².
De onderstaande kaart toont de ligging van Escurolles met de belangrijkste infrastructuur en aangrenzende gemeenten.

## Demografie
Onderstaande figuur toont het verloop van het inwonertal (bron: INSEE-tellingen).
Vanwege een beveiligingsprobleem met de MediaWiki Graph-software is het momenteel niet mogelijk deze grafiek weer te geven. Zodra de software is bijgewerkt zal de grafiek vanzelf weer zichtbaar worden.